# John Marsh (compositeur)
Pour les articles homonymes, voir John Marsh (homonymie) et Marsh.
John Marsh (né le 31 mai 1752 à Dorking, décédé à Chichester le 31 octobre 1828) est un compositeur de musique britannique. Avocat de formation, il est principalement connu aujourd'hui pour sa musique. Il a également manifesté un vif intérêt dans d'autres domaines et il a écrit des livres sur l'astronomie, la musique, la religion, et la géométrie.

## Biographie
Marsh a vécu à Dorking, Gosport, Romsey, Salisbury et Canterbury avant de s'installer à Chichester en 1787 jusqu'à sa mort en 1828. Comme un organisateur de concerts, il était responsable des choix musicaux dans les villes où il a travaillé, en particulier à Chichester, où il a dirigé les concerts d'abonnement pendant 35 ans.
Marsh a été peut-être le compositeur le plus prolifique de son temps. Son catalogue de compositions comporte plus de 350 œuvres, dont 39 symphonies. Parmi celles-ci, seules les neuf que Marsh avait fait imprimer, existent encore, ainsi que trois finales d'un mouvement.
Marsh était un homme aux intérêts variés, et les 37 volumes de son journal sont parmi les sources les plus précieuses d'information sur la vie et la musique en Angleterre du XVIIIe siècle. Ils représentent l'un des documents musicaux et sociaux les plus importants de cette période. Ils sont restés inédits jusqu'à ce que le premier volume ait été publié en 1998. Dans un passage, Marsh décrit la grande commémoration en l'honneur de Haendel qui a eu lieu en 1784 à Londres.
Le fils de Marsh est le poète et prêtre Edward Garrard Marsh (en).

## Œuvres existantes
- Les Symphonies de Salisbury
  - Symphonie nº 8 [9] en sol majeur (1778)

I. Allegro
II. Andante
III. Allegro
  - A Conversation Symphony for Two Orchestras [nº 10] en mi bémol majeur (1778)

I. Allegro maestoso
II. Andante
III. Allegretto
  - Symphonie nº 2 [12] en si bémol majeur (1780)

I. Allegro
II. Largo 8 in a bar
III. Allegro spirituoso
  - Symphonie nº 1 [13] en si bémol majeur (1781)

I. Allegro
II. Andante
III. Chasse: Allegro
- Les Symphonies de Canterbury
  - Symphonie nº 5 [16] en mi bémol majeur (1783)

I. Largo staccatto
II. Allegro moderato
III. Minuetto; Allegro spirituoso
  - Symphonie nº 3 [17] en ré majeur (1784)

I. Allegro
II. Andante
III. Presto
- Les Symphonies de Chichester
  - Symphonie nº  4 [19] en fa majeur (1788)

I. Allegro
II. Larghetto
III. Minuetto
IV. Allegro
  - Symphonie nº 7 [24] en mi bémol majeur (La Chasse) (1790)

I. Andante (The hunter’s call in the morning)
II. Allegretto (Setting out from home; the fox discovered)
III. Allegro (Chasse)
  - Symphonie nº 6 [27] en ré majeur (1796)

I. Largo maestoso; Allegro spiritoso
II. Andante
III. Minuetto: Allegro
IV. Allegro scherzando
- Les Finales
  - Finale nº 3 en mi bémol majeur (1799)

Andante; Allegro
  - Finale nº 1 en ré majeur (1800)

Pomposo
  - Finale nº 2 en si bémol majeur (1801)

Maestoso; Trio
Allegro

## Enregistrements
- 18th Century British Symphonies, The Hanover Band, dir.Graham Lea-Cox (Gaudeamus, CD Gau 216)